# لين منصور
لين منصور (27 سبتمبر 2004 -) لاعبة المنتخب الأردني للكاراتيه، بدأت ممارسة رياضة الكراتيه في سن العاشرة مع مركز الشوتوكان وإنضمت إلى صفوف المنتخب الأردني للمرة الأولى عام 2019 بعد تحقيقها ذهبية تصفيات المنتخب عام 2018.

## إنجازاتها
حققت لين منصور الميدالية البرونزية ضمن منافسات وزن تحت 47 كغم في بطولة العالم للناشئين والشباب وتحت 21 عاماً والتي استضافتها العاصمة التشيلية سانتياغو عام 2019.
وخلال بطولة العالم، فازت لين منصور في أولى نزالاتها بدور الـ 32 على الأوكرانية آندريفا فاليريا بالأفضلية بعد التعادل 0 - 0 ومن ثم فازت على اليونانية ليريتي فاسيليكي بنتيجة 7 - 0 في دور ثمن النهائي قبل أن تحقق الفوز كذلك في الدور ربع النهائي على اللاعبة الإندونيسية «ديبورا» بنتيجة 3 - 0 وفي نصف النهائي خسرت لين منصور أمام المصرية فاطمة سرور بالأفضلية بعد نهاية النزال بالتعادل 0 - 0 لتنتقل «منصور» للعب على الميدالية البرونزية والتي نالتها بعد فوزها على اللاعبة النيوزيلندية هينيسي بنتيجة 9 - 0.
وبفضل هذه الميدالية أصبحت لين منصور أول لاعبة أردنية برياضة الكراتيه تُحقق ميدالية في إحدى بطولات العالم بمختلف الفئات العمرية.
كما نالت لين منصور الميدالية الفضية في بطولة آسيا للناشئين عام 2019 والتي أقيمت في ماليزيا وحققت كذلك الميدالية الفضية في بطولة الدوري العالمي للشباب (جولة كرواتيا عام 2019).